# Katharinenturm (Magdeburg)

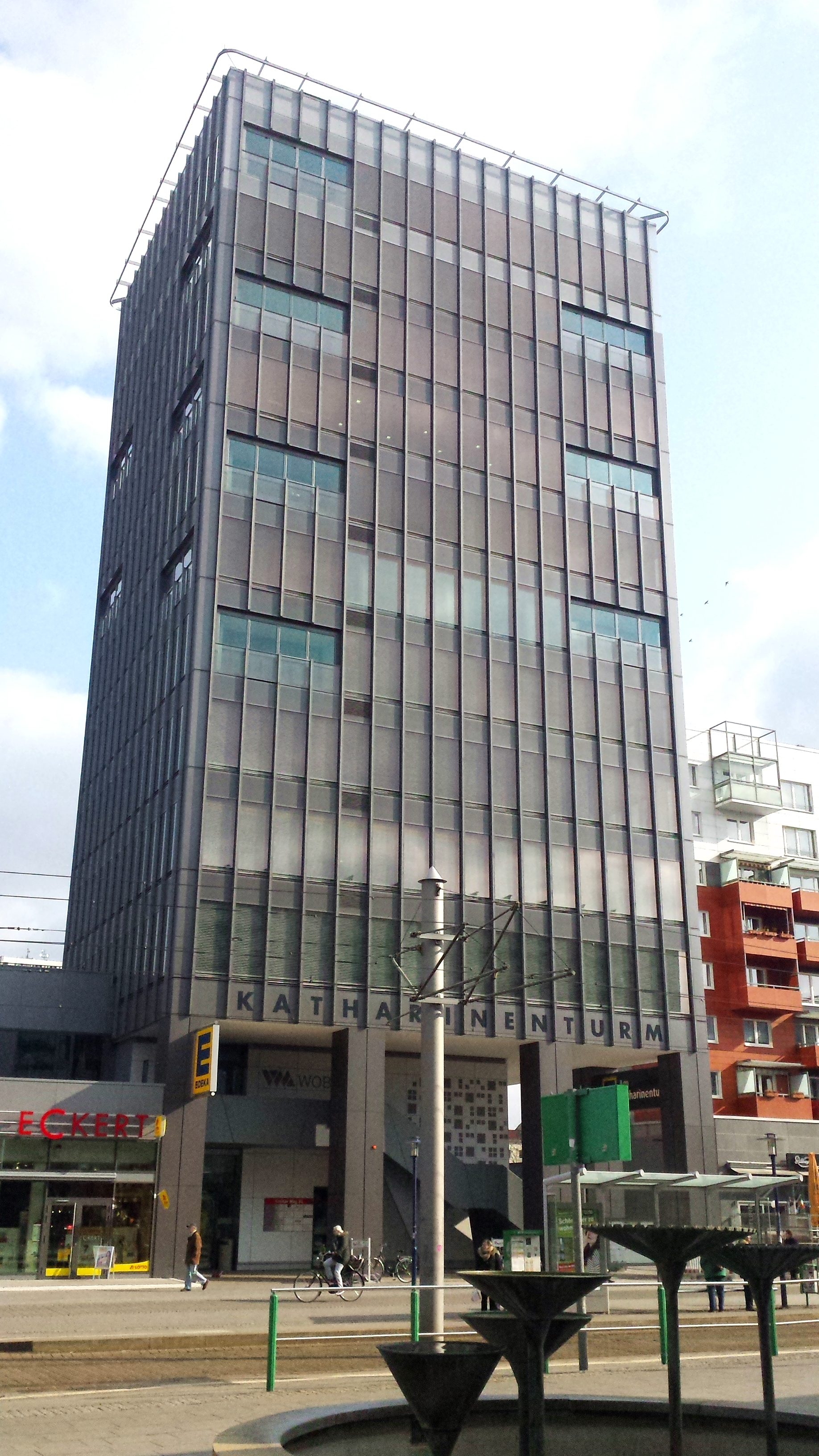
Katharinenturm, 2015

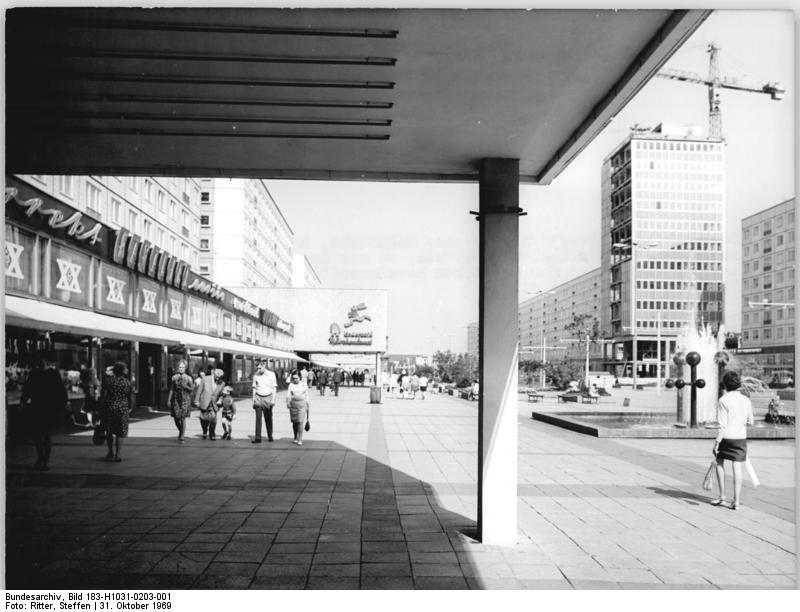
Haus der Lehrer (rechts) im Bau, 1969

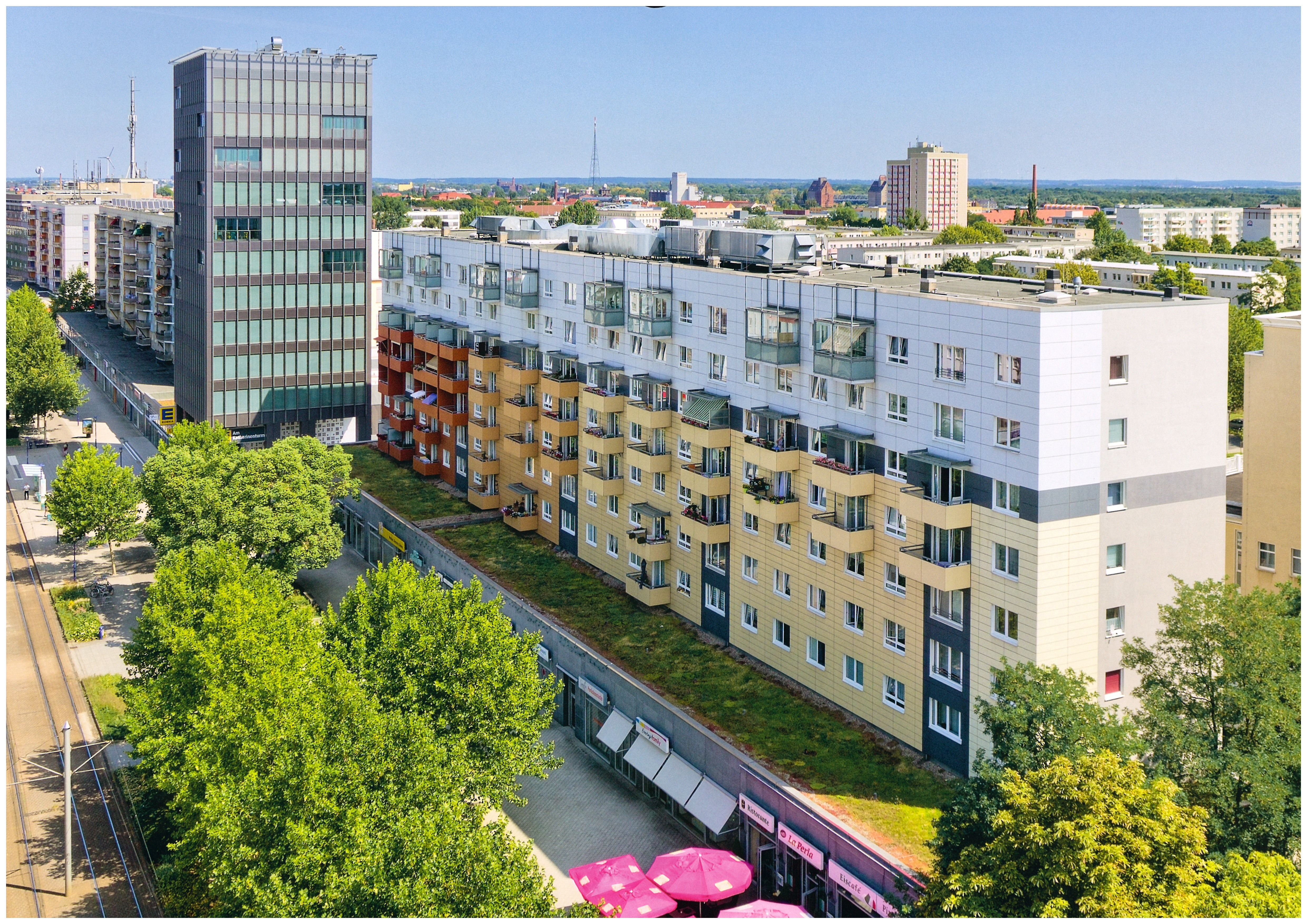
Blick von Südwesten, 2016

Der Katharinenturm ist ein Hochhaus in Magdeburg in Sachsen-Anhalt.

## Lage
Das Gebäude befindet sich auf der Ostseite des Breiten Wegs in der Magdeburger Altstadt an der Adresse Breiter Weg 31. Unmittelbar südlich des Hauses mündet die Schopenstraße auf den Breiten Weg, die vom Katharinenportal überspannt wird.

## Architektur und Geschichte
Das zwölfgeschossige Hochhaus ist 46,5 Meter hoch und entstand von 1968 bis 1970 als Haus der Lehrer an der Stelle der Türme der zuvor abgerissenen Katharinenkirche. Es sollte kultureller Treffpunkt und neue Höhendominante des völlig neu gestalteten Nordabschnitts des Breiten Wegs, zur Bauzeit als Karl-Marx-Straße benannt, werden. 
Treppenhaus und Aufzugsschächte wurden monolithisch aus Stahlbeton vom Keller bis zum Dach errichtet. Auch die Untergeschosse wurden so in B 450 Stahlbeton ausgeführt. Ab dem dritten Geschoss wurden individuell gestaltete Elemente, in Anlehnung an die 2-MP-Skelettbauweise, montiert. Soweit es möglich war, wurden für den Restauranttrakt Standardelemente dieser Bauweise eingesetzt. Für den im Haus befindlichen Mehrzwecksaal kam eine Stahlkonstruktion zum Einsatz, so dass ein stützenfreier Raum mit einer Spannweite von zwölf Metern geschaffen werden konnte. Die Richtkrone befand sich am 21. August 1968 auf dem Rohbau. Die Fassade erhielt eine vertikale Gliederung und wurde mit einer Vorhangfassade aus türkisblauem Aluminiumglas versehen.
Von 2011 bis 2014 erfolgte eine umfassende Sanierung des Hauses durch die Wohnungsbaugesellschaft Magdeburg. Dabei erhielt das Haus eine moderne Glasfassade, in die ein LED-Lichtspiel aus 16.000 LEDs integriert wurde. Im Zuge der Neugestaltung erhielt das Haus der Lehrer auch den neuen Namen Katharinenturm, der an die historische Katharinenkirche erinnert.
Im Erdgeschoss des Komplexes wurde ein Nahversorger eingerichtet. Im übrigen befinden sich im Gebäude Büro- und Gewebeflächen sowie im neunten und zehnten Geschoss Wohnungen. Außerdem besteht eine Konferenzetage.